# Fontaine-Notre-Dame, Nord
Fontaine-Notre-Dame är en kommun i departementet Nord i regionen Hauts-de-France i norra Frankrike. Kommunen ligger i kantonen Cambrai-Ouest som tillhör arrondissementet Cambrai. År 2022 hade Fontaine-Notre-Dame 1 759 invånare.

## Befolkningsutveckling
Antalet invånare i kommunen Fontaine-Notre-Dame
| Referens: INSEE |